# Sean Crom
Pour les articles homonymes, voir Crom.
Sean Crom est un athlète américain né le 2 mars 1956. Spécialiste de l'ultra-trail, il détient le record de victoires sur l'American River 50 Mile Endurance Run, qu'il a remportée à six reprises en 1989, 1990, 1991, 1992, 1993 et 1996. Il a également gagné la Leadville Trail 100 en 1989 et la Way Too Cool 50K Endurance Run en 1992.

## Résultats
| no  | masculin           | Course              | Longueur | Départ         | Temps            |
| --- | ------------------ | ------------------- | -------- | -------------- | ---------------- |
| 1er | Médaille d'or      | American River 50   | 50 mi    | 1er avril 1989 | 6 h 08 min 25 s  |
| 3e  | Médaille de bronze | Western States 100  | 100 mi   | 24 juin 1989   | 17 h 14 min 43 s |
| 1er | Médaille d'or      | Leadville Trail 100 | 100 mi   | 19 août 1989   | 18 h 56 min 40 s |
| 1er | Médaille d'or      | American River 50   | 50 mi    | 7 avril 1990   | 5 h 43 min 59 s  |
| 1er | Médaille d'or      | American River 50   | 50 mi    | 6 avril 1991   | 5 h 57 min 18 s  |
| 1er | Médaille d'or      | Way Too Cool 50K    | 50 km    | 14 mars 1992   | 3 h 41 min 51 s  |
| 1er | Médaille d'or      | American River 50   | 50 mi    | 4 avril 1992   | 6 h 01 min 55 s  |
| 1er | Médaille d'or      | American River 50   | 50 mi    | 3 avril 1993   | 5 h 58 min 35 s  |
| 1er | Médaille d'or      | American River 50   | 50 mi    | 6 avril 1996   | 6 h 07 min 55 s  |
| 4e  | Médaille de bronze | Western States 100  | 100 mi   | 29 juin 1996   | 19 h 34 min 30 s |